# Continental Basketball Association 1998-1999
La stagione CBA 1998-99 fu la 53ª della Continental Basketball Association. Parteciparono 9 squadre divise in due gironi, le stesse della stagione precedente.

## Squadre partecipanti
- Connecticut Pride
- Fort Wayne Fury
- Gr. Rapids Hoops
- Idaho Stampede
- La Crosse Bobcats
- Quad City Thunder
- Rockford Lightning
- S. Falls Skyforce
- Yakima Sun Kings

## Classifiche

### American Conference
| Squadra            | V  | P  | QW    | PTS   |
| ------------------ | -- | -- | ----- | ----- |
| Connecticut Pride  | 37 | 19 | 124,5 | 235,5 |
| Grand Rapids Hoops | 27 | 29 | 121,0 | 202,0 |
| Fort Wayne Fury    | 28 | 28 | 103,5 | 187,5 |
| Rockford Lightning | 23 | 33 | 103,5 | 172,5 |

### National Conference
| Squadra              | V  | P  | QW    | PTS   |
| -------------------- | -- | -- | ----- | ----- |
| Sioux Falls Skyforce | 32 | 24 | 128,5 | 224,5 |
| Yakima Sun Kings     | 30 | 26 | 122,5 | 212,5 |
| Quad City Thunder    | 29 | 27 | 100,0 | 187,0 |
| Idaho Stampede       | 25 | 31 | 104,0 | 179,0 |
| La Crosse Bobcats    | 21 | 35 | 100,5 | 163,5 |

## Play-off

### Primo turno
|  | Connecticut Pride | 132 – 108 | Rockford Lightning |  |

|  | Connecticut Pride | 104 – 102 | Rockford Lightning |  |

|  | Connecticut Pride | 124 – 114 (d.1t.s.) | Rockford Lightning |  |

|  | Grand Rapids Hoops | 100 – 85 | Fort Wayne Fury |  |

|  | Fort Wayne Fury | 99 – 92 | Grand Rapids Hoops |  |

|  | Fort Wayne Fury | 101 – 80 | Grand Rapids Hoops |  |

|  | Grand Rapids Hoops | 86 – 84 | Fort Wayne Fury |  |

|  | Grand Rapids Hoops | 91 – 78 | Fort Wayne Fury |  |

|  | Sioux Falls Skyforce | 109 – 88 | Idaho Stampede |  |

|  | Sioux Falls Skyforce | 105 – 91 | Idaho Stampede |  |

|  | Idaho Stampede | 114 – 106 | Sioux Falls Skyforce |  |

|  | Idaho Stampede | 127 – 126 | Sioux Falls Skyforce |  |

|  | Sioux Falls Skyforce | 99 – 92 | Idaho Stampede |  |

|  | Yakima Sun Kings | 99 – 88 | Quad City Thunder |  |

|  | Quad City Thunder | 88 – 86 | Yakima Sun Kings |  |

|  | Yakima Sun Kings | 87 – 80 | Quad City Thunder |  |

|  | Quad City Thunder | 84 – 76 | Yakima Sun Kings |  |

|  | Quad City Thunder | 89 – 79 | Yakima Sun Kings |  |

### Finali di conferece
|  | Connecticut Pride | 119 – 107 | Grand Rapids Hoops |  |

|  | Connecticut Pride | 103 – 100 | Grand Rapids Hoops |  |

|  | Grand Rapids Hoops | 114 – 96 | Connecticut Pride |  |

|  | Connecticut Pride | 89 – 88 | Grand Rapids Hoops |  |

|  | Sioux Falls Skyforce | 116 – 107 | Quad City Thunder |  |

|  | Quad City Thunder | 98 – 87 | Sioux Falls Skyforce |  |

|  | Sioux Falls Skyforce | 100 – 98 | Quad City Thunder |  |

|  | Quad City Thunder | 83 – 75 | Sioux Falls Skyforce |  |

|  | Sioux Falls Skyforce | 99 – 86 | Quad City Thunder |  |

### Finale CBA
|  | Connecticut Pride | 109 – 104 | Sioux Falls Skyforce |  |

|  | Connecticut Pride | 115 – 97 | Sioux Falls Skyforce |  |

|  | Connecticut Pride | 115 – 105 | Sioux Falls Skyforce |  |

|  | Sioux Falls Skyforce | 135 – 111 | Connecticut Pride |  |

|  | Connecticut Pride | 105 – 103 | Sioux Falls Skyforce |  |

### Tabellone
|  | Primo turno | Primo turno  | Primo turno |              |             | Finali di conference | Finali di conference | Finali di conference |  |  | Finale CBA | Finale CBA | Finale CBA |  |
|  |             |              |             |              |             |                      |                      |                      |  |  |            |            |            |  |
|  | 1a          | Connecticut  | 3           |              |             |                      |                      |                      |  |  |            |            |            |  |
|  | 1a          | Connecticut  | 3           |              |             |                      |                      |                      |  |  |            |            |            |  |
|  | 4a          | Rockford     | 0           |              |             |                      |                      |                      |  |  |            |            |            |  |
|  | 4a          | Rockford     | 0           |              | 1a          | Connecticut          | 3                    |                      |  |  |            |            |            |  |
|  |             |              |             |              | 1a          | Connecticut          | 3                    |                      |  |  |            |            |            |  |
|  |             |              | 2a          | Grand Rapids | 1           |                      |                      |                      |  |  |            |            |            |  |
|  | 3a          | Fort Wayne   | 2a          | Grand Rapids | 1           | 2                    |                      |                      |  |  |            |            |            |  |
|  | 3a          | Fort Wayne   |             |              |             |                      |                      |                      |  |  |            |            |            |  |
|  | 2a          | Grand Rapids | 3           |              |             |                      |                      |                      |  |  |            |            |            |  |
|  | 2a          | Grand Rapids | 3           |              | Connecticut | Connecticut          | 4                    |                      |  |  |            |            |            |  |
|  |             |              |             |              |             |                      |                      |                      |  |  |            |            |            |  |
|  |             |              | Sioux Falls | Sioux Falls  | 1           |                      |                      |                      |  |  |            |            |            |  |
|  | 2n          | Yakima       | Sioux Falls | Sioux Falls  | 1           | 2                    |                      |                      |  |  |            |            |            |  |
|  | 2n          | Yakima       |             |              |             |                      |                      |                      |  |  |            |            |            |  |
|  | 3n          | Quad City    | 3           |              |             |                      |                      |                      |  |  |            |            |            |  |
|  | 3n          | Quad City    | 3           |              | 3n          | Quad City            | 2                    |                      |  |  |            |            |            |  |
|  |             |              |             |              | 3n          | Quad City            | 2                    |                      |  |  |            |            |            |  |
|  |             |              | 1n          | Sioux Falls  | 3           |                      |                      |                      |  |  |            |            |            |  |
|  | 4n          | Idaho        | 1n          | Sioux Falls  | 3           | 2                    |                      |                      |  |  |            |            |            |  |
|  | 4n          | Idaho        |             |              |             |                      |                      |                      |  |  |            |            |            |  |
|  | 1n          | Sioux Falls  | 3           |              |             |                      |                      |                      |  |  |            |            |            |  |

## Vincitore
| Campione CBA 1999             |
| ----------------------------- |
| Connecticut Pride (3º titolo) |

## Statistiche
| Categoria             | Giocatore       | Squadra              | Stat |
| --------------------- | --------------- | -------------------- | ---- |
| Punti per gara        | Damon Jones     | Idaho Stampede       | 21,7 |
| Rimbalzi per gara     | Jerome Lane     | Idaho Stampede       | 14,5 |
| Assist per gara       | Damon Bailey    | Fort Wayne Fury      | 6,8  |
| Palle rubate per gara | James Blackwell | La Crosse Bobcats    | 2,6  |
| Stoppate per gara     | Nick Davis      | Sioux Falls Skyforce | 1,9  |
| FG%                   | Mikki Moore     | Fort Wayne Fury      | 56,3 |
| FT%                   | Sean Colson     | Grand Rapids Hoops   | 93,2 |

## Premi CBA
- CBA Most Valuable Player: Adrian Griffin, Connecticut Pride
- CBA Coach of the Year: Tyler Jones, Connecticut Pride
- CBA Defensive Player of the Year: James Martin, Connecticut Pride
- CBA Newcomer of the Year: Damon Jones, Idaho Stampede
- CBA Rookie of the Year: Bakari Hendrix, Quad City Thunder
- CBA Executive of the Year: Bob Przybysz, Grand Rapids Hoops e Tommy Smith, Sioux Falls Skyforce
- CBA Playoff MVP: Adrian Griffin, Connecticut Pride
- All-CBA First Team
  - Adrian Griffin, Connecticut Pride
  - Jason Sasser, Sioux Falls Skyforce
  - Mikki Moore, Fort Wayne Fury
  - James Martin, Connecticut Pride
  - Damon Jones, Idaho Stampede
- All-CBA Second Team
  - Damon Bailey, Fort Wayne Fury
  - Randy Livingston, Sioux Falls Skyforce
  - Terquin Mott, La Crosse Bobcats
  - Jeff Martin, Grand Rapids Hoops
  - Willie Simms, Grand Rapids Hoops
- CBA All-Defensive First Team
  - Mikki Moore, Fort Wayne Fury
  - James Martin, Connecticut Pride
  - Ira Bowman, Connecticut Pride
  - Adrian Griffin, Connecticut Pride
  - James Blackwell, La Crosse Bobcats
- CBA All-Rookie First Team
  - Bakari Hendrix, Quad City Thunder
  - Nick Davis, Sioux Falls Skyforce
  - Jerod Ward, Grand Rapids Hoops
  - Damian Owens, Connecticut Pride
  - Carlos Daniel, Yakima Sun Kings